# Ariel Toaff
Ariel Toaff (ur. 17 sierpnia 1942 w Ankonie) – historyk judaizmu, syn Elia Toaffa byłego głównego rabina Rzymu, wykładowca na Uniwersytecie Bar-Ilana.
Autor budzącej wiele kontrowersji książki pt: „Pasque di Sangue” (Krwawe paschy).

## PublikacjaKrwawych pasch
Opublikowana w lutym 2007 r. we Włoszech książka „Krwawe Paschy. Europejscy Żydzi i rytualne mordy” była efektem ośmioletnich badań historycznych profesora podjętych dla sprawdzenia, czy powtarzające się w czasach średniowiecza oskarżenia o wykorzystywanie przez Żydów ludzkiej krwi w celach rytualnych były wyłącznie skutkiem antysemickiego stereotypu.
Toaff przedstawia fascynację krwią i jej znaczeniu obrzędowym dla Żydów i chrześcijan średniowiecza.  Największe kontrowersje wzbudziły fragmenty książki, w których Toaff bada sprawy mordów rytualnych w oparciu o akta procesów inkwizycyjnych, które poddał krytycznej analizie oceniając ich spójność oraz ewentualny wpływ sędziów na ich treść.
W rezultacie swoich badań Toaff postawił tezę, że mit rytualnego dzieciobójstwa nie był tylko wymysłem antysemickim; wśród wyznawców judaizmu faktycznie istniały grupy fanatyków i ekstremistów, które nie przestrzegały biblijnego zakazu spożywania krwi i w określonych przypadkach używały jej do celów rytualnych lub terapeutycznych.  Trauma związana z prześladowaniami w okresie krucjat zrodziła pragnienie zemsty, które w pewnych przypadkach doprowadziło do kontrakcji, wśród których były też przypadki rytualnych zabójstw chrześcijańskich dzieci. Toaff podkreślił, że sprawcami były grupy ekstremistyczne i fundamentalistyczne a ich rytuały stały w sprzeczności z podstawowymi zasadami prawa żydowskiego. 
Pierwsze recenzje książki opublikowane przez włoskich historyków były pozytywne, podkreślały rzetelne udokumentowanie badań, które uznały za przejaw „niesłychanej odwagi intelektualnej”.  Pierwszy nakład książki został wykupiony w ciągu kilkunastu godzin.

## Kontrowersje
Publikacja izraelskiego uczonego wywołała zdecydowaną reakcję rabinów największych włoskich miast oraz przywódców stowarzyszeń żydowskich we Włoszech.  W opublikowanym oświadczeniu uznali oni wnioski z badań historyka za błędne, negując możliwość popełniania zbrodni z pobudek rytualnych.  Na łamach prasy włoskiej i izraelskiej przetoczyła się gwałtowna krytyka książki, w której wziął udział m.in. ojciec profesora, który uznał stanowisko syna za całkowicie nieuprawnione, a wywołaną przezeń dyskusję za niebezpieczną, gdyż mogła przyczyniać się do rozbudzania antysemityzmu. Z ostrą krytyką wystąpili również profesorowie macierzystej uczelni Bar Ilan  oraz rektor, poruszony perspektywą wycofania się jej prywatnych sponsorów.